# 13243 Randhahn
13243 Randhahn este o planetă minoră (asteroid) din centura de asteroizi. A fost descoperită pe 22 mai 1998 la Magdalena Ridge Observatory⁠(d) de Lincoln Near-Earth Asteroid Research. 
Obiectul prezintă o orbită caracterizată de o semiaxă mare de 2,2874482 UAi, o excentricitate de 0,12, o înclinație de 7,62148 ° în raport cu ecliptica.